# Tipula vanewrighti
Tipula vanewrighti är en tvåvingeart som beskrevs av Oosterbroek 1986. Tipula vanewrighti ingår i släktet Tipula och familjen storharkrankar. Inga underarter finns listade i Catalogue of Life.